# Backhumla
Backhumla (Bombus humilis) är en insekt i överfamiljen bin (Apoidea).

## Beskrivning
Backhumlan är en medelstor, långtungad humla. Drottningar blir 16 till 18 millimeter långa, och arbetare 10 till 15 millimeter. Hanarna är i regel av samma storlek som arbetarna. Humlan är orangeröd med ett brett, mörkbrunt band rätt långt fram på bakkroppen, som i övrigt ger ett randigt intryck. Mellankroppens päls är tydligt rufsig, och dess sidor är beigeaktiga. Bakkroppens mörka band kan ofta saknas hos arbetarna. Hanen har dessutom orangebrunt huvud. Den skandinaviska formen av backhumla är ganska enhetlig, men i övriga Europa och i Centralasien kan utseendet variera kraftigt. På kontinenten är det också vanligt med melanistiska former.

## Utbredning
Backhumlan förekommer i större delen av Europa med undantag av Island, Irland, Skottland och Portugal. I Spanien förekommer den söder om 39°N. Den förekommer i Medelhavsområdet, men undviker öar och kustområden. Den förekommer också i Turkiet, Iran, Kaukasus, på den tibetanska högplatån och i norra Kina.
I flera länder, bland annat Storbritannien har backhumlan minskat kraftigt på senare tid (2024). Även i Centralasien är den sällsynt.
IUCN listar ett intensifierat jordbruk, speciellt med ökad användning av bekämpningsmedel och kvävegödsling, som den främsta orsaken till nedgången. Även klimatförändringar, då främst med ett ökat antal värmeböljor och perioder av torka, kan påverka arten ogynnsamt.
Också i Sverige har arten minskat, men denna verkar numera (kring 2025) ha upphört, och i en del fall även ersatts av en viss ökning. Det svenska utbredningsområdet sträcker sig från Skåne i söder till Jämtland i nordväst, och vidare längs norrlandskusten till Västerbotten. Den saknas dock i Härjedalen, och förekomsten på Gotland är osäker. I Sverige är arten klassificerad som livskraftig.
I Finland, där humlan främst påträffats i den sydvästra delen av landet, med spridda observationer upp till Norra Karelen i öster (fram till mitten av 1960-talet fanns den även i Norra Österbotten i nordväst), är den rödlistad som nära hotad ("NT").

## Taxonomi
Följande underarter har listats av Internationella naturvårdsunionen (IUCN):
- Bombus humilis halsahlianus– i Sverige och Finland
- Bombus humilis subbaicalensis – Ryssland
- Bombus humilis propeaurantiacus – Italien
- Bombus humilis aurantiacus och Bombus humilis tristis – Grekland
- Bombus humilis insipidus – Turkiet, Kaukasus och Iran
- Bombus humilis quasimuscorum – bland annat Frankrike
- Bombus humilis anglicus – Storbritannien

## Ekologi
Backhumlan föredrar blandade landskap, skogsbryn, ängar, trädgårdar och rödklövervallar. I Centralasien är den en typisk bergsart. Humlan besöker förutom klöver gärna bland annat ängskovall, kråkvicker, oxtunga och tjärblomster. Boet byggs ovan jord, marknära bland löv, mossa och i grästuvor. Det är litet, och rymmer i regel inte mer än 40 till 50 arbetare.